# 戦国乱世の暴れん坊 齋藤道三 怒涛の天下取り
『戦国乱世の暴れん坊 齋藤道三 怒涛の天下取り』（せんごくらんせのあばれんぼう さいとうどうさん どとうのてんかとり）は、日本の時代劇。制作：テレビ朝日、東映。1991年1月3日に「新春大型5時間時代劇スペシャル」として、ANNで放送された。松平健が青年時代から晩年まで夢を追い続けた斎藤道三に扮している。中山義秀の『戦国史記 - 斎藤道三』、桑田忠親の『斎藤道三』を原作にし、「史実より娯楽重視」という主旨で制作された。

## あらすじ
浪人の子に生まれた庄五郎は、生きるために妙覚寺に預けられ、成人した。戦国乱世の最中、一国一城の主になる夢半ばにして死去した父・基宗の遺志を継ぎ、高い野心や理想を抱き、追い求める。荒れ果てた京の町で油問屋の豪商・奈良屋の一人娘・田鶴を偶然助けたことから、請われて奈良屋の婿となる。豪商の主となり莫大な富を得たものの、戦国時代を生きる武士としての夢を諦めきれず、配下を使って各地の情報収集をする。守護大名・土岐家の弱体化によって国内が乱れている美濃国に目をつけ、郎党を率いて乗り込む。知己を頼り、美濃国の有力者の一人である長井利隆を通じて、土岐頼芸の家臣となり、美濃の名家・西村家の名跡を継ぐ。権謀術数を用いて頼芸を守護職の座につけ、自らも勢力を伸ばしていく。やがて利隆に請われて守護代・長井家を継ぎ、長井本家を乗っ取る。そして仕上げに頼芸を国外へ放逐し、齋藤道三として戦国大名に名乗りをあげる。近江国の六角氏、浅井氏、尾張国の織田氏の侵攻を撃退し、海道一の弓取り、と称される戦国大名に育っていく。正徳寺で織田信長との対面時に、朝倉義景の急襲に一報が入ると、信長の面前で敦盛 (能)を舞った後、家来を引き連れ、戦場に赴いた。

## キャスト
※EDクレジット表記順。
- 松平健 - 斎藤道三
- 秋吉久美子 - 深芳野
- 仲村トオル - 織田信長
- 斉藤慶子 - 多鶴
- 佐野量子 - あぐり
- 藤谷美紀 - 濃姫
- 誠直也 - 矢野五左衛門
- 岩崎良美 - 小見の方
- 河原崎建三 - 梵天八兵衛
- 本田博太郎 - 木猿甚八
- 小倉一郎 - 日運上人
- 睦五朗 - 奈良屋又兵衛
- 長谷川明男 - 稲葉一鉄
- 今井里美 - お牧
- 笹木俊志 - 大吉
- 真砂皓太 - 百々丸
- 海津亮介 - 明智光秀
- 斉藤弘勝 - 奈良屋の手代
- 小美野欣士 - 平手政秀
- 出水憲 - 佐久間信盛
- 岩尾正隆 - 権田原宗源
- 野口貴史 - 平安鬼三太
- 林彰太郎 - 安藤守就
- 阿波地大輔 - 僧兵
- 星野美恵子 -
- 勇家寛子 -
- 和気千枝 -
- 鈴川法子 - 女郎
- 山田麻起子 - 女郎
- 春藤真澄 -
- 宮永淳子 -
- 小船秋夫 -
- 沢田祥二 -
- 重見成人 -
- 窪田弘和 - 小屋呼び込み
- 石井洋充 -
- 江原政一 - 織田の伝令
- 小峰隆司 -
- 藤田まこと（特別出演） - 北条早雲
- 千葉真一（特別出演） - 明智光継
- 上野真紀夫 -
- 代田鑑之 - 斎藤高政
- 森本貴 - 武田晴信
- 久保田潤 - 吉法師
- 及川潤 - 明智十兵衛
- 加藤重樹 - 木猿の弟
- 森山陽介 -
- 渕野俊太 -
- 福本清三 - 土岐政頼の家臣
- 白井滋郎 -
- 李一龍 -
- 辻喬次郎 - 奈良屋の番頭
- 泉好太郎 - 織田勢
- 小泉敏生 -
- 井上茂 - 疋田疋六
- 五十嵐義弘 - 氏家直元
- 白川浩二郎 - 明智の重臣
- 松田明 - 料亭”京月”主人
- 山本太郎 - 木下藤吉郎
- 菅原大吉 - 柴田権六
- 和泉史郎 - 鷺巣六郎光敦
- 中嶋俊一 - 揖斐五郎光親
- 和崎俊哉 - 武田信虎
- 園田裕久 - 仁兵衛
- 平光淳之助 - ナレーター
- 中尾彬 - 織田信秀
- 西田健 - 土岐政頼
- 神山繁 - 長井長弘
- 萬田久子 - 夕顔太夫
- 田中健 - 土岐頼芸
- 平幹二朗 - 長井利隆
- 田村高廣 - 松波基宗

## スタッフ
※EDクレジット表記順。
- プロデューサー - 和佐英彦（テレビ朝日）、阿部征司、伊駒伊織（東映）
- 原作 - 中山義秀（光文社時代小説文庫）、桑田忠親（講談社文庫）
- 脚本 - 志村正浩
- 音楽 - 渡辺俊幸
- 撮影 - 木村誠司、西田圭司、北村武士
- 美術 - 佐野義和、石原隆
- 照明 - 安藤清人、沢田敏夫、浦野晃、黒木英樹、米原磨
- 録音 - 田中峯生、立石良二、近藤義兼
- 編集 - 荒木健夫、小磯真佐美、山本浩史
- 装置 – 青木茂雄、高橋一郎
- 装飾 - 山田久司、窪田治、石村嘉宏
- 背景 - 西村三郎
- 小道具 - 高津商会
- 衣裳 - 松田孝、滝川弘子
- 美粧 - 久斗敏厚、中村清和
- 結髪 - 福本るみ
- かつら - 山崎かつら
- 和楽監修 - 中本哲
- 能指導 - 掛川昭二
- 舞踊振付 - 藤間藤雄
- スチール - 松平元子
- 広報担当 - 松嶋弘正（テレビ朝日）
- 擬斗 - 菅原俊夫（東映剣会）
- 特技 - J.A.C.、宍戸大全
- 騎馬 - 岸本乗馬センター
- 助監督 - 清水彰、苫米地祥宏、久島和也、石川一郎
- 記録 – 梅津泰子
- 整音 - 浜口十四郎
- VTR編集 - 高見正和
- 演技事務 - 佐浪正彦
- 進行 - 井尻亨、松根功明
- 製作担当 - 喜多外志之
- 協力 - 東映京都美術センター、東映京都俳優養成所
- ロケ協力 - 京都大覚寺、国宝彦根城、亀岡大本教
- 現像 - IMAGICA
- 主題歌「伝言（メッセージ）」、作詞 三浦徳子、作曲 河島英五、編曲 和泉一弥、歌 河島英五（CBS・ソニーレコード）
- 音楽コーディネーター - 田村進一朗（テレビ朝日ミュージック）
- 制作協力 - 三喜プロモーション
- 監督 - 工藤栄一
- 制作 - テレビ朝日、東映